# ユニタリ変換
数学において、ユニタリ変換（ユニタリへんかん）とは、2つのベクトルの内積の値が変換の前後で変わらないような変換である。

## 詳細
より正確には、ユニタリ変換とは2つのヒルベルト空間の間の同型写像である。言い換えれば、ユニタリ変換は、全単射
{\displaystyle U\colon H_{1}\to H_{2}}
であって、ここで H1, H2 はヒルベルト空間であり、H1 上のすべての x と y について
{\displaystyle \langle Ux,Uy\rangle =\langle x,y\rangle }
が成り立つもののことである。ユニタリ変換は等長写像である。
{\displaystyle H_{1}} と {\displaystyle H_{2}} が同じ空間の場合、ユニタリ変換はそのヒルベルト空間の自己同型写像でユニタリ作用素と呼ばれる。

## 反ユニタリ変換
反ユニタリ変換は以下のような複素ヒルベルト空間の間の全単射である。
{\displaystyle U\colon H_{1}\to H_{2}}
ここで {\displaystyle H_{1}} 上のすべての {\displaystyle x} と {\displaystyle y} で
{\displaystyle \langle Ux,Uy\rangle ={\overline {\langle x,y\rangle }}=\langle y,x\rangle }
ここで水平バーは複素共役を表す。